# Oakville (Washington)
Oakville è una città degli Stati Uniti d'America, situata nello Stato di Washington, nella Contea di Grays Harbor.